# Monodelphis umbristriata
Monodelphis umbristriata är en pungdjursart som först beskrevs av Alípio de Miranda Ribeiro 1936. Monodelphis umbristriata ingår i släktet pungnäbbmöss och familjen pungråttor. IUCN kategoriserar arten globalt som sårbar. Inga underarter finns listade.
Pungdjuret förekommer i högre regioner av landskapet Cerradon i södra Brasilien. Området är främst täckt av skog.